# Beaufort Island (ö i Hongkong)
Beaufort Island (kinesiska: 螺洲) är en ö i Hongkong (Kina). Den ligger i den sydöstra delen av Hongkong. Arean är 1,3 kvadratkilometer.
Terrängen på Beaufort Island är kuperad. Öns högsta punkt är 259 meter över havet. Den sträcker sig 1,2 kilometer i nord-sydlig riktning, och 1,4 kilometer i öst-västlig riktning.